# Giuseppe Parini

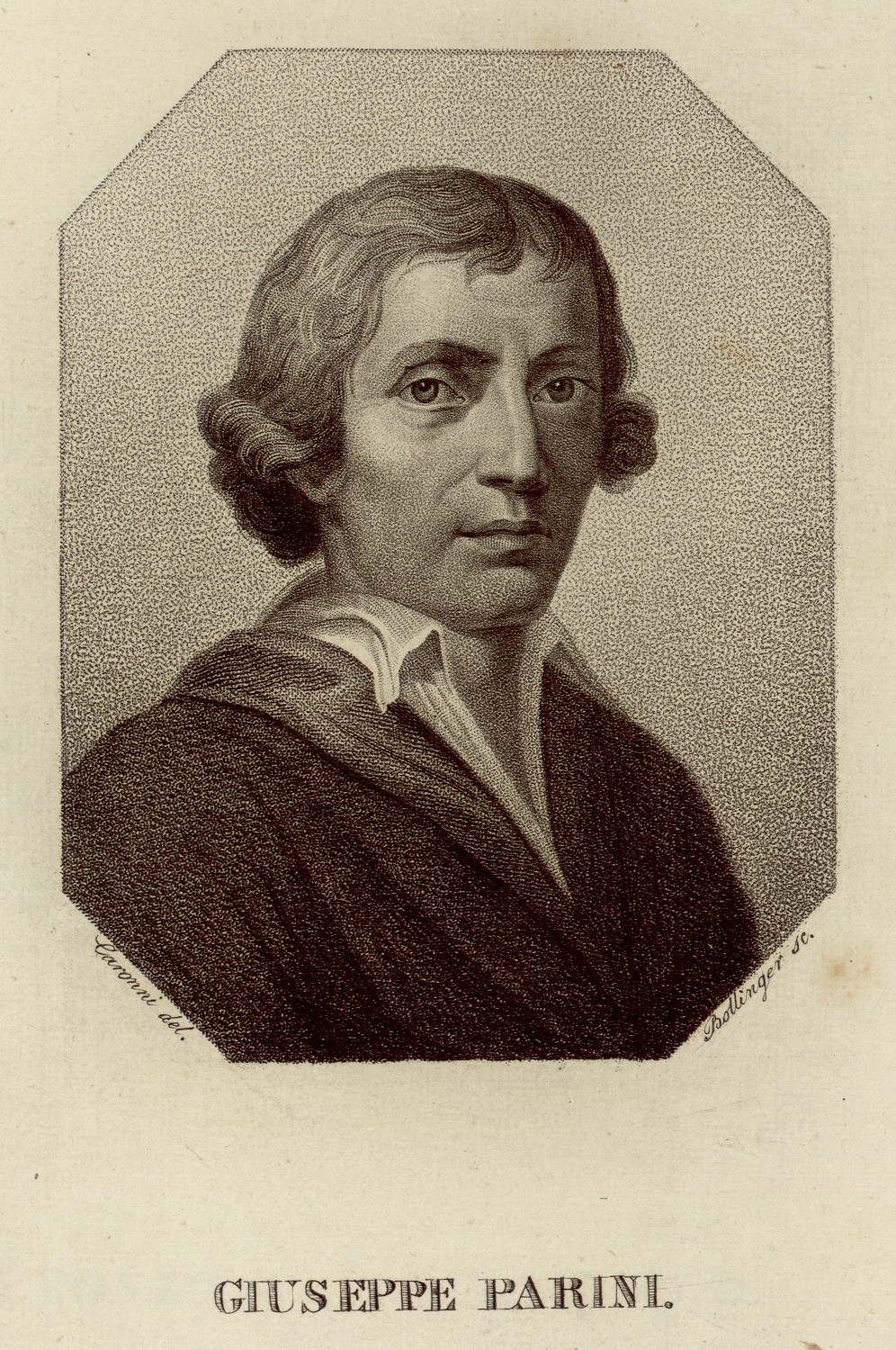
Giuseppe Parini

Giuseppe Parini (ur. 23 maja 1729 w Bosisio, zm. 15 sierpnia 1799 w Mediolanie) – włoski poeta, jeden z najwybitniejszych twórców epoki Oświecenia.

## Ksiądz i pedagog
Był synem kupca bławatnego, który nie odniósł sukcesu w handlu. Edukację rozpoczął w Mediolanie, w przyklasztornej szkole prowadzonej przez barnabitów, na koszt ciotki, która zastrzegła mocą testamentu, że będzie jej spadkobiercą, tylko jeśli zostanie księdzem. Ze względu na biedę w rodzinnym domu podporządkował się temu życzeniu i w roku 1754 przyjął święcenia kapłańskie.
W swojej twórczości nawiązywał do przemyśleń francuskich encyklopedystów, popierając hasła postępu i sprawiedliwości społecznej, nie godząc się jednak na służalcze naśladownictwo obcych wzorów kulturowych. W roku 1752 opublikował tomik sonetów i eklog Alcune poesie di Ripano Eupilino (Wiersze niektóre Ripana Eupilino) wzorowanych na Horacym, Owidiuszu i Petrarce. Tytułowe imię Ripano jest anagramem nazwiska Parini, Eupili zaś to grecka nazwa lombardzkiego jeziora Pusiano. Przez wiele lat pracował jako preceptor w domach mediolańskiej arystokracji, stosując w praktyce teorię głoszącą, że poezja może być istotnym środkiem wychowawczym. Swoje poglądy zawarł przede wszystkim w dziełach Dei principi generali e fondamentali delle belle lettere applicate alle belle arti (O ogólnych i podstawowych założeniach literatury w odniesieniu do sztuk pięknych) oraz Discorso sopra la poesia (Rozprawa o poezji). Znaleźć w nich można pełny wykład włoskiej estetyki oświeceniowej w wydaniu umiarkowanym. Parini podkreśla w tych rozważaniach swój sensualistyczny stosunek do sztuki, która ma być głównie źródłem przyjemności, ale powinna być także moralna i użyteczna.
W latach 1770–1771 Parini pisał również libretta do przedstawień muzycznych uświetniających dworskie uroczystości. Do jego tekstu Ascanio in Alba (Askaniusz w Albie) napisanego z okazji zaślubin arcyksięcia Ferdynanda z jedyną córką księcia Modeny, Marią d'Este, muzykę skomponował Wolfgang Amadeus Mozart.

## Twórczość poetycka

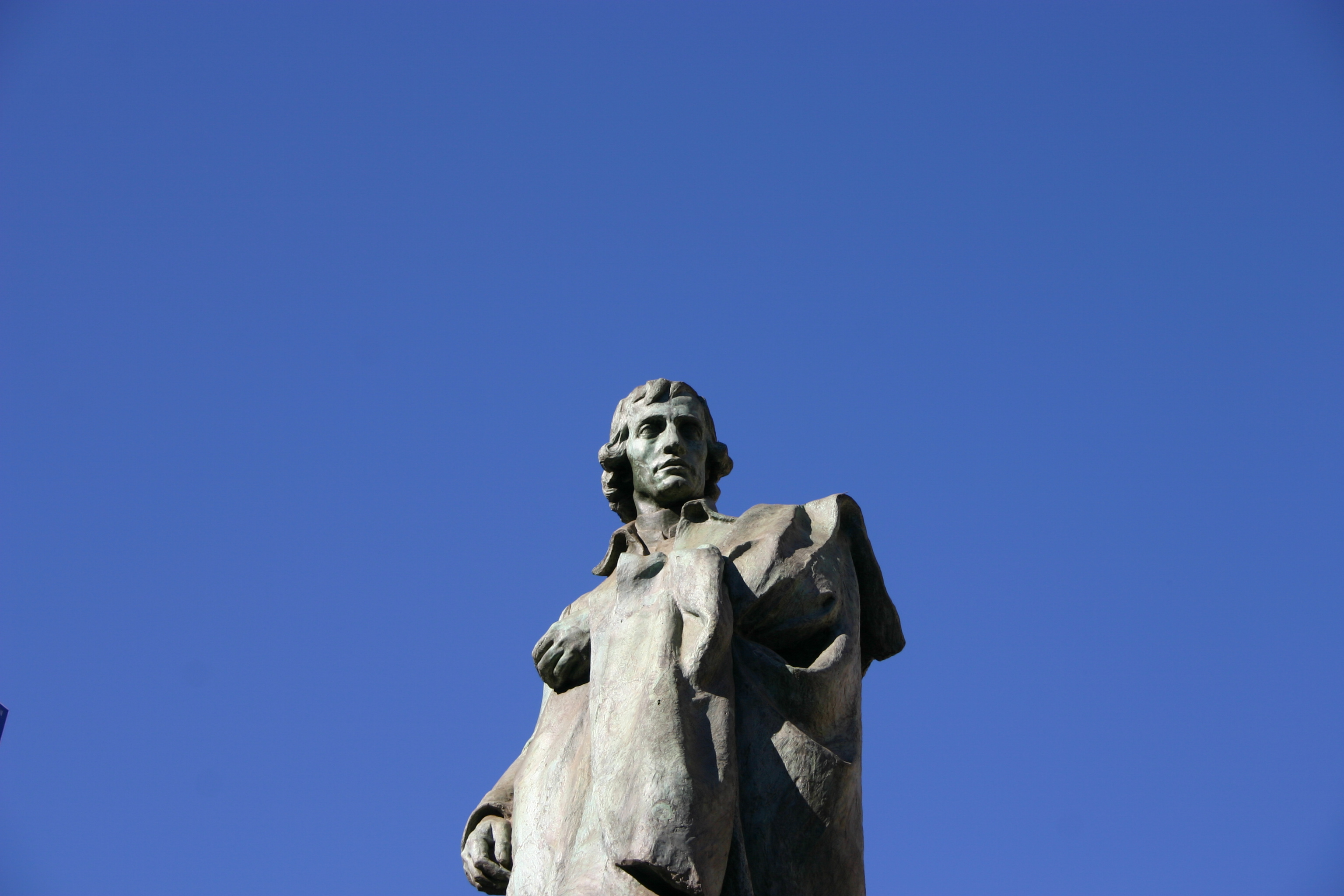
Pomnik Giuseppe Pariniego w Mediolanie

Do najsłynniejszych utworów Pariniego zalicza się Odi (Ody), zebrane w zbiorze wydanym w roku 1795. Ich tematyka jest bardzo zróżnicowana. Jedne sławią spokój na łonie natury (La vita rustica – Życie wiejskie, La salubrità dell'aria – Zdrowotność powietrza), inne poruszają zagadnienia pedagogiczne (L'educazione – Wychowanie), problematykę naukową (L'innesto del vaiuolo – Szczepienie ospy) lub opiewają poezję (Alla Musa – Do Muzy). Jednak mimo częstej pochwały arkadyjskich ideałów i mimo zachwytów nad pięknem osiągnięć cywilizacyjnych, w twórczości Pariniego pojawiają się także wyraźne akcenty satyryczne. Za arcydzieło uchodzi jego pisany jedenastozgłoskowcem poemat satyryczno-dydaktyczny Il giorno (Dzień). Składa się on z trzech części (Mattino – Ranek, Mezzogiorno – Południe oraz Sera – Wieczór podzielonej na Vespro – Przedwieczerz i Notte – Noc), które ujawniają dekadencję lombardzkiej arystokracji w latach poprzedzających rewolucję francuską. Pod pretekstem nauki dobrych manier i wskazówek wychowawczych udzielanych młodemu arystokracie Parini ukazuje z elegancką ironią próżniaczy tryb życia bogatej młodzieży, brak zasad moralnych w wyższych sferach i pogardę wielmożów dla niżej urodzonych. Prezentacja problemów epoki i niemal rewolucyjna jak na tamte czasy wymowa poematu szły w parze z dopracowaną formą. Opisy życia dworskiego wzbogacono licznymi opowiastkami mitologicznymi, które zawierają finezyjną interpretację przedstawianych zdarzeń, a całemu dziełu przydają humoru i lekkości. Zarówno ody, jak i poemat cieszyły się dużym powodzeniem i zapewniły Pariniemu względny dobrobyt. Poza tym dzięki poematowi uzyskał on poparcie liberalnych kół administracji austriackiej i został mianowany redaktorem „Gazzetta de Milano”.
Gdy w roku 1796 Francuzi pod wodzą Bonapartego wkroczyli do Mediolanu, Parini zgodził się zostać członkiem władz miejskich. Ponieważ jednak bronił prawa Lombardii do autonomicznego rządu i administracji, został wkrótce usunięty z urzędu. Zmarł na kilka miesięcy przed powrotem Austriaków do Mediolanu. Jego postać prawie natychmiast urosła do rangi symbolu nowych ideałów ludu włoskiego i była wielokrotnie przywoływana w okresie risorgimenta.

## Główne dzieła

### Poezje
- Alcune poesie di Ripano Eupilino (Wiersze niektóre Ripana Eupilino), 1752
- Dialogo sopra la nobiltà (Dialog o szlachectwie), 1757
- Il giorno (Dzień), 1763-1801
- Odi (Ody), 1760-1770

### Libretta
- Amorosa incostanza (Miłosna niestałość), 1770
- Iside salvata (Izyda ocalona), 1771
- Ascanio in Alba (Askaniusz w Albie), 1771